# プロレス団体一覧
プロレス団体一覧は、プロレス団体及びプロレスプロモーションの一覧である。

## 現存している日本の男子団体
- 新日本プロレス（1972年3月6日 - ）
- 全日本プロレス（1972年10月21日 - ）
- みちのくプロレス（1993年3月16日 - ）
- パンクラス ※現在は総合格闘技団体（1993年9月21日 - ）
- SGP ※男女混合（1994年10月8日にSGPとして旗揚げ - 2014年8月24日に団体名をシアタープロレスSGP名古屋花鳥風月に改称 - 2018年に団体名をSGPに改称 - ）
- 大日本プロレス ※男女混合（1995年3月16日 - ）
- DDTプロレスリング ※男女混合（1997年5月14日 - ）
- プロレスリング華☆激 ※男女混合（1997年6月8日 - ）
- アジアンプロレス（1998年9月13日 -  ）
- DRAGONGATE（1999年7月4日に闘龍門JAPANとして旗揚げ - 2004年7月5日に団体名をDRAGONGATEに改称 - ）
- 埼玉プロレス（1999年3月29日 - ）
- 大阪プロレス（1999年4月29日 - 2014年4月20日、2014年4月29日にプロモーション化 - 2022年4月29日に団体化 - ）
- イーグルプロレス ※男女混合（1992年9月にアマチュア団体「格闘技団体イーグル」として旗揚げ - 1999年9月5日にプロ団体化と同時に団体名をイーグルプロレスに改称 - ）
- JWA東海プロレス（1991年6月18日にアマチュア団体「JWA東海」として旗揚げした後に団体名をJWA東海プロレスに改称 - 2000年に社会人団体化 - ）
- WWS ※男女混合（2000年5月29日 - ）
- プロレスリング・ノア（2000年8月5日 - ）
- 2AW ※男女混合（2002年4月20日にKAIENTAI DOJOとして旗揚げ - 2019年6月2日に団体名を2AWに改称 - ）
- プロレスリング求道軍（2002年6月1日 - ）
- がむしゃらプロレス（2003年12月7日 - ）
- 暗黒プロレス組織666 ※男女混合（2003年12月13日 - ）
- 北都プロレス ※男女混合（2004年6月11日 - ）
- プロレスリングサッポロ ※男女混合（2004年10月3日 - ）
- プロレスリングFTO（2004年11月23日 - ）
- プロレスリングZERO1（2005年1月23日にプロレスリングZERO1-MAXとして旗揚げ - 2009年1月1日に団体名をプロレスリングZERO1に改称 - ）
- ストロングスタイルプロレス ※男女混合（2005年6月9日にリアルジャパンプロレスとして旗揚げ - 2019年3月15日に団体名をストロングスタイルプロレスに改称 - ）
- レッスルゲート（2005年7月17日 - ）
- ダブプロレス（2005年12月25日 - ）
- 頑固プロレス（2006年2月5日 - ）
- ドラディション（2006年8月2日に無我ワールド・プロレスリングとして旗揚げ - 2008年1月1日に団体名をドラディションに改称 - ）
- DEP（2006年9月3日 - ）
- 沼津プロレス ※男女混合（2006年9月10日 - ）
- 九州プロレス（2008年7月6日 - ）
- スポルティーバエンターテイメント ※男女混合（2008年8月23日 - ）
- 富士宮プロレス ※男女混合（2009年5月15日 - ）
- プロレスリングアライヴ&メジャーズ（2009年5月30日にプロレスリングアライヴとして旗揚げ - 2018年9月29日に団体名をプロレスリングアライヴ&メジャーズに改称 - ）
- プロレスリングFREEDOMS（2009年9月2日 - ）
- プロレスリング・チームでら（2009年9月19日 - ）
- HERO（2010年2月20日 - ）
- プロレスリング紫焔 ※男女混合（2010年3月21日 - ）
- プロレスリングSECRET BASE ※男女混合（2009年2月27日にプロモーションとして旗揚げ - 2011年1月10日に団体化 - ）
- GJPプロレスリング（2011年3月10日に、ごじゃっぺプロレスとして旗揚げ - 2014年に団体名をGJPプロレスリングに改称 - ）
- 松江だんだんプロレス（2011年5月15日 - ）
- プロフェッショナルレスリング・ワラビー ※男女混合（2009年5月16日にアイスリボンのブランド「プロレスリング・ワラビー」として旗揚げ - 2009年9月4日、2010年7月9日にプロモーション名をプロフェッショナルレスリング・ワラビーに改称してプロモーション化 - 2011年7月2日に団体化 - ）
- 新潟プロレス ※男女混合（2011年10月1日 - ）
- B168プロレスリング（2012年2月11日 - ）
- 鳥取だらずプロレス（2012年4月29日 - ）
- プロレスリング侍志團（2012年7月8日 - ）
- シアタープロレス花鳥風月 ※男女混合（2012年4月30日にプロモーションとして旗揚げ - 2012年7月29日に団体化 - ）
- プロレスリングHEAT-UP（2013年1月31日 - ）
- ガンバレ☆プロレス ※男女混合（2013年3月6日 - ）
- 琉球ドラゴンプロレスリング ※男女混合（2013年4月28日 - ）
- 道頓堀プロレス（2013年6月15日にプロモーションとして旗揚げ - 2013年9月1日に団体化 - ）
- いたばしプロレスリング ※男女混合（2014年9月15日 - ）
- 大衆プロレス松山座 ※男女混合（2015年1月30日 - ）
- 歌舞伎町プロレス（2015年10月20日 - ）
- プロレスリングBASARA（2016年1月21日 - ）
- LAND'S ENDプロレスリング（2016年3月31日 - ）
- 愛媛プロレス ※男女混合（2016年4月2日 - ）
- プロレスリングA-TEAM（2017年2月24日 - ）
- UDONプロレス（2018年3月3日 - ）
- JTO ※男女混合（2019年7月8日にプロフェッショナルレスリングJUST TAP OUTとして旗揚げ - 2023年7月1日に団体名をJTOに改称 - ）
- TTTプロレスリング（2020年1月25日 - ）
- 超花火プロレス ※男女混合（2012年8月26日にプロモーション「大花火シリーズ」として旗揚げ - 2015年1月23日にプロモーション名を超花火プロレスに改称 - 2020年2月14日に団体化 - ）
- GLEAT ※男女混合（2021年7月1日 - ）
- hotシュシュ ※男女混合（2023年5月14日 - ）
- アップタウン ※男女混合（2025年4月16日 - ）

## 消滅または休止している日本の男子団体
- 日本プロレス（1953年7月30日 - 1973年4月20日）
- 全日本プロレス協会 ※男女混合（1953年7月 - 1958年5月31日）
- 国際プロレス団（1954年5月10日 - 1956年）
- アジアプロレス（不明）
- 東亜プロレス（不明）
- 東和プロレス（不明）
- 北日本プロレス（不明）
- アイヌプロレス（不明）
- 東京プロレス（1966年10月12日 - 1967年1月）
- 国際プロレス ※男女混合（1967年1月18日 - 1981年8月9日）
- ジャパンプロレス（1983年12月4日 - 1987年3月30日）
- UWF（1984年4月11日 - 1985年9月11日、1988年5月12日 - 1990年12月1日）
- パイオニア戦志（1989年4月30日 - 1991年1月29日）
- FMW ※男女混合（1989年10月6日 - 2002年2月15日）
- ユニバーサル・プロレスリング ※男女混合（1990年3月1日にユニバーサル・プロレスリングとして旗揚げ - 1993年1月、1993年12月16日に団体名をFULLに改称して旗揚げ - 1998年）
- SWS（1990年9月29日 - 1992年6月19日）
- プロフェッショナルレスリング藤原組（1991年3月4日に新UWF藤原組として旗揚げした後に団体名をプロフェッショナルレスリング藤原組に改称 - 1995年11月19日）
- UWFインターナショナル（1991年5月10日 - 1996年12月27日）
- リングス ※現在は総合格闘技団体（1991年5月11日 - 2002年2月15日、2012年3月9日 - 2012年12月16日）
- 世界格闘技連合W★ING（1991年8月7日 - 1991年11月）
- W★INGプロモーション（1991年12月10日 - 1994年3月13日）
- WAR（1992年7月14日 - 1998年1月26日にプロモーション化 - 2000年7月16日、2006年7月27日）
- オリエンタルプロレス ※男女混合（1992年7月26日 - 1993年）
- NOW（1992年10月26日 - 1993年）
- 国際プロレスプロモーション（1993年にIWA格闘志塾として旗揚げ - 1997年5月に団体名を国際プロレスプロモーションに改称 - 2013年8月22日）
- 湘南プロレス（1993年にIWA湘南として旗揚げ - 1996年に団体名を湘南プロレスに改称 - 1998年）
- ユニオンプロレス ※男女混合（1993年にIWA流山として旗揚げ - 1994年4月に団体名をユニオンプロレスに改称 - 1995年4月28日、2005年6月29日にDDTプロレスリングのブランド化 - 2013年9月23日、2013年9月29日に団体化 - 2015年10月4日）
- PWC（1993年2月13日 - 不明）
- SPWF ※男女混合（1993年8月21日 - 2010年11月30日）
- 格闘技塾 武輝道場（1994年に格闘技塾 北尾道場として旗揚げ - 1995年に団体名を格闘技塾 武輝道場に改称 - 1999年6月に闘龍門が吸収合併）
- 新格闘プロレス（1994年3月11日 - 1994年11月）
- I.W.A.JAPAN ※男女混合（1994年5月21日 - 2014年10月13日）
- 新東京プロレス（1994年12月7日に東京プロレスとして旗揚げ - 1996年12月13日に団体名を新東京プロレスに改称 - 1997年1月24日に団体名を新東京プロレス石川一家に改称 - 1998年1月19日）
- WJP（1994年12月22日に西日本プロレスとして旗揚げした後に団体名をWJPに改称 - 不明）
- レッスル夢ファクトリー（1995年3月31日 - 2001年）
- FSR（1995年6月11日 - 不明）
- UNW（1995年7月19日 - 不明）
- U.F.O.（1996年に世界格闘技連合として旗揚げ - 1998年4月に団体名をU.F.O.に改称 - 2002年8月8日）
- 格闘探偵団バトラーツ ※男女混合（1996年4月13日 - 2003年、2005年 - 2011年11月5日）
- キングダム（1997年5月4日 - 1998年2月26日）
- 世界のプロレス (1999年1月30日 - 2000年)
- ジャパンプロレス2000（1999年7月4日 - 2020年7月1日）
- 喧嘩プロレス二瓶組 ※男女混合（1999年9月26日 - 2004年10月、2007年2月11日 - 2008年）
- プロレスリングZERO-ONE（2001年3月2日 - 2004年11月25日）
- ターザン後藤一派（2001年11月18日 - 2009年）
- 大分プロレスAMW（1993年3月7日にアマチュア団体「アマチュアリズム・プロレスAMW」として旗揚げ - 2002年にプロ団体化と同時に団体名を大分AMWプロレスに改称 - 2010年に団体名を大分プロレスAMWに改称 - 2017年7月23日）
- WEW（2002年5月5日 - 2003年3月に団体名を冬木軍プロモーションに改称 - 2004年5月5日）
- WMF（2002年8月28日 - 2008年8月31日）
- PWCプロモーション（2003年3月30日 - 2004年7月10日）
- WJプロレス（2003年3月1日 - 2004年8月13日）
- アパッチプロレス軍（2004年8月30日 - 2009年8月8日、2010年12月17日 - 2016年12月25日）
- ガッツワールドプロレスリング ※男女混合（2004年12月4日 - 2018年4月15日）
- フーテン・プロモーション（2005年4月24日 - 2015年5月31日）
- Dragondoor（2005年4月27日 - 2006年2月14日）
- ビッグマウス・ラウド（2005年8月10日 - 2010年7月5日）
- 静岡プロレス（2005年12月25日 - 2009年2月1日）
- キングスロード（2006年1月15日 - 2006年7月31日）
- プロレスリングElDorado（2006年2月23日 - 2008年12月15日）
- グレートプロレスリング（2006年4月21日 - 2010年7月29日）
- IGF ※総合格闘技兼営（2007年6月29日 - 2019年）
- でら名古屋プロレス（2008年6月7日 - 2009年4月6日）
- 沖縄プロレス（2008年7月5日 - 2012年8月25日、2012年8月26日にプロモーション化 - 2015年7月）
- XWF（2008年8月6日 - 2010年4月18日）
- スーパーFMW（2009年12月24日 - 2014年10月26日、2018年12月9日 - 2022年5月）
- SMASH ※男女混合（2010年3月26日 - 2012年3月14日）
- 天龍プロジェクト（2010年4月19日 - 2015年11月15日、2021年4月25日にプロモーション化 - ）
- MAP（2010年5月3日 - 不明）
- ハッスルMAN'Sワールド（2010年7月21日 - 2012年3月2日）
- シアタープロレス東京多摩ルチャス（2011年7月31日に府中プロレス・ルチャ中河原として旗揚げ - 2012年1月に団体名を東京多摩ルチャスに改称 - 2014年3月21日に団体名をシアタープロレス東京多摩ルチャスに改称 - 2016年3月）
- FFFプロレスリング ※男女混合（2011年8月27日 - 2014年9月1日）
- ダイヤモンド・リング（2007年2月11日にプロモーション「健介オフィス」として旗揚げ - 2012年2月11日にダイヤモンド・リングとして団体化 - 2014年3月9日）
- WNC ※男女混合（2012年5月24日 - 2014年6月26日）
- クズプロ（2012年6月2日 - 2015年）
- WRESTLE-1 ※男女混合（2013年9月8日 - 2020年4月1日）
- ASUKA PROJECT ※男女混合（2014年3月23日にプロモーション「ASUKA PROJECT」として旗揚げ - 2014年6月22日に団体化 - 2019年3月18日、2019年9月26日にプロモーション「飛鳥プロレス」として旗揚げ - 2020年9月30日、2022年7月27日 - ）
- シアタープロレス新潟花鳥風月（2014年9月15日にシアタープロレスサド花鳥風月として旗揚げ - 2017年5月21日に団体名をシアタープロレス新潟花鳥風月に改称 - 2017年）
- 王道（2016年4月20日 - 2017年）
- シアタープロレス山梨花鳥風月（2017年8月6日 - 2018年）
- 栃木プロレス（2021年8月25日 - 2025年2月24日にプロモーション化 - ）

## 現存している日本の女子団体
- LLPW-X（1992年8月29日にLLPWとして旗揚げ - 2011年11月15日に団体名をLLPW-Xに改称 - ）
- アイスリボン（2006年6月5日 - ）
- センダイガールズプロレスリング（2006年7月9日 - ）
- OZアカデミー女子プロレス（1998年6月21日にプロモーションとして旗揚げ - 2006年10月23日に女子プロレス団体化 - ）
- プロレスリングWAVE （2007年8月26日 - ）
- スターダム（2011年1月23日 - ）
- ワールド女子プロレス・ディアナ（2011年4月17日 - ）
- チョコプロ レスリング（2012年6月18日にプロレスリング我闘雲舞として旗揚げ - 2024年9月23日に団体名をチョコプロ レスリングに改称 - ）
- 信州ガールズ（2013年9月8日に信州ガールズプロレスリングとして旗揚げ - 2016年8月13日、2018年6月16日 - 2020年1月26日、2020年3月19日に団体名を信州ガールズに改称 - ）
- 東京女子プロレス（2013年12月1日 - ）
- 世界プロレス協会（2013年12月31日 - ）
- SEAdLINNNG（2015年8月26日 - ）
- Actwres girl'Z（2015年9月6日 - 2021年12月18日、2022年2月13日 - ）
- Marvelous ※男女混合（2016年5月3日 - ）
- PURE-J女子プロレス（2017年8月11日 - ）
- 2point5女子プロレス（2022年11月6日 - ）
- Evolution（2023年3月31日 - ）
- MARIGOLD（2024年5月20日 - ）

## 消滅または休止している日本の女子団体
- 全日本女子レスリング倶楽部（不明）
- 東京ユニバーサル女子プロレス団（不明）
- 全日本女子プロレス協会（不明）
- 東洋女子プロレス協会（不明）
- オール関東女子プロレス団（不明）
- 国際女子プロレス協会（不明）
- 日本セントラルプロレス協会（不明）
- 広島女子プロレスチーム（不明）
- 日本女子プロレス協会（1967年4月29日 - 1972年）
- 全日本女子プロレス（1968年6月4日 - 2005年4月17日）
- ニューワールド女子プロレス（1979年10月20日 - 1979年11月30日）
- ジャパン女子プロレス（1986年8月17日 - 1992年1月28日）
- JWP女子プロレス（1992年4月3日 - 2017年4月2日）
- GAEA JAPAN（1995年4月15日 - 2005年4月10日）
- JDスター女子プロレス（1996年4月14日に吉本女子プロレスJd'として旗揚げ - 2003年4月に団体名をJDスター女子プロレスに改称 - 2004年4月29日にプロモーション化 - 2007年5月20日）
- アルシオン（1998年2月18日 - 2003年6月22日）
- NEO女子プロレス（1998年1月9日にネオ・レディースとして旗揚げ - 2000年1月6日、2000年5月31日に団体名をNEO女子プロレスに改称 - 2010年12月31日）
- メジャー女子プロレスAtoZ（2003年7月25日 - 2006年5月3日）
- ダリアンガールズ（2003年10月17日 - 2004年5月1日）
- M's Style（2004年4月4日 - 2006年10月8日）
- 我闘姑娘（2004年10月31日 - 2007年1月27日）
- CHICK FIGHTS SUN（2006年10月1日にプロレスリングSUNとして旗揚げ - 2007年10月6日に団体名をCHICK FIGHTS SUNに改称 - 2009年4月26日）
- OSAKA女子プロレス（2010年3月21日 - 2017年2月12日）
- 19時女子プロレス（2010年6月1日 - 2011年8月26日にアイスリボンが吸収合併）
- REINA女子プロレス（2011年1月23日にプロモーション「REINA女子プロレス」として旗揚げ - 2011年4月2日に団体化 - 2012年5月24日にREINA×WORLDとしてプロモーション化 - 2012年10月6日にREINAワールド女子プロレスとして団体化 - 2013年3月にREINA女子プロレスとしてプロモーション化 - 2014年1月にWNC-REINAとして団体化 - 2014年6月26日に団体名をREINA女子プロレスに改称 - 2018年3月10日、2018年7月29日 - 2019年）
- 崖のふち女子プロレス（2011年6月3日 - 2016年6月26日、2019年11月11日 - 2022年）

## 日本の男子プロモーション
- 冬木軍プロモーション（1997年4月19日 - 1999年）
- U-FILE（2002年3月16日 - 2014年3月8日）
- ハッスル ※男女混合（2004年1月4日 - 2010年7月21日）
- リキプロ（2004年8月19日 - 2010年1月17日）
- SUPER CREW（2005年10月22日 - 2006年12月1日）
- TEAM MAKEHEN ※男女混合（2006年7月16日 - 2009年12月13日）
- バトスカフェ ※男女混合（2006年7月22日 - 2008年3月23日、2015年3月15日 - ）
- 覆面MANIA ※男女混合（2006年9月22日 - ）
- UWAI STATION ※男女混合（2006年12月3日 - 2007年10月6日）
- VKFプロレス（2007年8月3日 - ）
- 東京愚連隊（2010年4月15日 - 2022年12月20日）
- アキバプロレス ※男女混合（2008年8月16日 - 2013年5月27日）
- 紅白プロレス合戦（2009年2月25日 - 2014年2月5日）
- ハナヤシキプロレスリング（2010年9月23日 - 2019年10月26日）
- レジェンド・ザ・プロレスリング（2011年1月10日 - 2015年1月12日）
- プロレスリングfive ※男女混合（2012年3月11日 - 2016年8月11日）
- マーブル☆プロジェクト ※男女混合（2012年3月24日 - 2015年2月17日）
- Dragostar（2013年10月6日 - 不明）
- YMZ ※男女混合（2013年11月21日 - ）
- 四国OHENROエンターテイメント（2014年4月13日 - 2015年3月1日）
- 美少年プロレス（2014年6月13日 - 2014年12月12日）
- 超戦闘プロレスFMW ※男女混合（2015年4月27日 - 2018年5月25日）
- ハードヒット（2008年3月16日にDDTプロレスリングのブランドとして旗揚げ - 2015年6月4日にプロモーション化 - ）
- ベストボディ・ジャパンプロレスリング ※男女混合（2018年8月5日 - ）
- コレガプロレス ※男女混合（2021年1月23日 - 2023年6月2日）
- FMWE ※男女混合（2021年7月4日 - ）
- 格闘探偵団（2023年10月12日 - ）

## 日本の女子プロモーション
- エスオベーション（2005年6月5日 - 2014年3月9日）
- THE WOMAN（2006年1月6日 - 2006年11月23日）
- ニュー全日本女子プロレス（2006年7月28日 - 不明）
- 伊藤薫プロレス教室（2006年9月23日 - 2010年12月26日）
- COLOR'S（2022年2月12日 - ）
- プロミネンス（2022年4月24日 - ）

## 日本のニューハーフ団体
- ダイナマイトバンプ（2008年12月25日 - 2010年1月にスーパーFMWが吸収合併）

## 日本のアマチュア団体
- JWA関西（1978年10月 - 2008年10月26日）
- EWA（1984年6月24日 - ）
- 新根室プロレス（2006年9月10日 - 2019年12月31日）
- 信州プロレスリング ※男女混合（2007年5月5日 - ）
- W.I.N（2008年6月15日 - ）
- 成り上がり（2020年1月26日 - ）

## アメリカの団体、プロモーション
- MACW（1931年 - 1988年11月）
- GCW（1944年 - 1985年4月）
- NWA（1948年 - ）
- CSW（1948年 - 1989年）
- CWF（1949年 - 1991年）
- SCW（1953年 - 1989年）
- SWC（1959年 - 1985年）
- AWA（1960年 - 1991年）
- WWA（1961年 - 1968年10月）
- WWE（1963年5月にWWWFとして旗揚げ - 1979年に団体名をWWFに改称 - 2002年5月6日に団体名をWWEに改称 - ）
- WWA（1964年 - 1989年）
- NWF（1970年 - 1973年）
- CWA（1977年 - 1989年）
- UWF（1979年にMSWAとして旗揚げ - 1986年3月に団体名をUWFに改称 - 1987年4月9日）
- GLOW ※女子プロレス団体（1986年 - 1991年、2001年 - ）
- POWW ※女子プロレス団体（1987年 - 1990年）
- WCW（1988年 - 2001年3月26日）
- LPWA ※女子プロレス団体（1989年 - 1992年）
- USWA（1990年 - 1997年11月）
- GWF（1991年 - 1994年）
- ECW（1992年 - 2001年4月）
- PGWA ※女子プロレス団体（1992年2月 - ）
- WSL（1996年にAWAスーパースターズとして旗揚げ - 2008年10月に団体名をWSLに改称 - 2010年）
- IWAミッドサウス（1996年 - 2011年3月28日）
- NEW（1996年 - ）
- JAPW（1997年 - ）
- WLW（1999年 - ）
- CZW（1999年 - ）
- JCW（1999年 - ）
- PWI（2002年 - 2005年）
- WEW ※女子プロレス団体（2002年 - ）
- ROH（2002年2月23日 - 2021年12月11日、2022年4月1日 - ）
- CHIKARA（2002年5月25日 - 2013年6月、2013年10月 - ）
- MLW（2002年6月16日 - 2004年、2017年7月 - ）
- TNA（2002年6月19日にTNAとして旗揚げ - 2017年2月28日に団体名をインパクト・レスリングに改称 - 2017年7月2日に団体名をGFWに改称 - 2017年10月23日に団体名をインパクト・レスリングに改称 - 2024年1月1日に団体名をTNAに改称 - ）
- FIP（2003年 - 2011年、2013年2月1日 - ）
- PWG（2003年7月26日 - ）
- PWU（2004年 - 2009年）
- IWAイーストコースト（2004年 - ）
- SWA ※女子プロレス団体（2005年11月6日 - ）
- WSU ※女子プロレス団体（2006年 - ）
- RCW（2009年6月14日 - 2012年11月3日）
- DRAGONGATE USA（2009年7月25日 - 2015年8月）
- SWF（2010年 - 2014年）
- EVOLVE（2010年1月16日 - ）
- シャイン・レスリング ※女子プロレス団体（2012年7月20日 - ）
- GFW（2014年7月24日 - 2017年4月20日にインパクト・レスリングと合併 - 2017年10月23日にインパクト・レスリングと合併を解消 - 2018年）
- AEW（2019年5月25日 - ）

プエルトリコ
- WWC（1973年 - ）
- IWA（1994年 - 2012年6月16日、2019年1月 - ）

## メキシコの団体
- CMLL（1933年9月21日にEMLLとして旗揚げ - 1991年に団体名をCMLLに改称 - ）
- UWA（1977年1月29日 - 1997年）
- WWA（1986年 - 不明、2004年 - 不明）
- AAA（1992年5月 - ）
- IWRG（1996年1月1日 - ）
- プロモ・アステカ（1996年 - 2002年）
- ペロス・デル・マール（2008年12月7日 - ）
- X-LAW（2001年 - ）
- WWS ※女子プロレス団体（2013年 - ）

## カナダの団体
- スタンピード・レスリング（1951年にクロンダイク・レスリングとして旗揚げ - 1952年に団体名をスタンピード・レスリングに改称 - 1989年12月、1999年4月 - 2008年4月）
- AGPW（1977年 - 1991年、2013年 - ）
- NCW（1986年 - ）

## オーストラリアの団体
- CWA（1973年 - 1999年）
- WWA（2001年10月26日 - 2003年）
- PWWA ※女子プロレス団体（2007年 - ）
- EPW（2011年 - ）
- PPW（2012年 - ）

## ヨーロッパの団体
イギリス
- BWA（1930年 - 不明）
- ジョイント・プロモーション（1952年 - 不明）
- ASW（1970年にレスリング・エンタープライズとして旗揚げ - 1984年に団体名をASWに改称 - ）
- ASP（1978年 - ）
- FWA（1993年 - ）
- IPW:UK（2004年9月 - 2019年12月31日）
- プロレスリングEVE ※女子プロレス団体（2010年5月8日26日 - ）
- RPW（2012年8月26日 - ）
- 神風プロ（2013年6月23日 - ）

ドイツ
- CWA（1973年 - 1999年）
- EWP（1998年 - ）
- wXw（2001年 - ）
- GSW（2001年 - 2010年）

ロシア
- IWF（2002年11月17日 - ）

イタリア
- NWE（2005年 - ）

フィンランド
- FCF（2006年 - ）

## アジアの団体
韓国
- 韓国プロレスリング連盟（1968年 - 不明）
- 新韓国プロレス（2002年 - 不明）

台湾
- 新台湾プロレス（2011年11月26日 - ）

中国
- 上海愛武（2013年 - 不明）

タイ
- プロレスリング我闘雲舞 ※女子プロレス団体（2012年6月18日 - 2019年11月23日）

インド
- リング・カ・キング（2012年1月 - 2012年4月）